# The Ragpicker's Dream
The Ragpicker's Dream is het derde album van Mark Knopfler, zanger en gitarist van de Britse groep Dire Straits.

## Geschiedenis
Het album werd voor een groot gedeelte in de Emerald Sound Studios in Nashville opgenomen, en ook werden opnamen gemaakt in Londen. De bijbehorende tournee werd afgelast nadat Knopfler op 17 maart 2003 een motorongeluk had gekregen waarbij hij zijn sleutelbeen en zes ribben had gebroken. Voor Nederland stonden drie concerten gepland in de Heineken Music Hall in Amsterdam. Knopfler herstelde volledig en maakte in 2005 een nieuwe tournee. Het eerste nummer van de plaat, ‘Why aye, man’, werd gebruikt als de titelmuziek voor de derde reeks van de populaire televisieserie Auf Wiedersehen, Pet. Knopfler werkte geregeld samen met acteur en zanger Jimmy Nail, die een van de hoofdrollen in de serie speelt.

## Inhoud
1. Why Aye Man (6:11)
2. Devil Baby (4:02)
3. Hill Farmer's Blues (3:44)
4. A Place Where We Used To Live (4:31)
5. Quality Shoe (3:51)
6. Fare Thee Well Northumberland (6:27)
7. Marbletown (3:33)
8. You Don't Know You're Born (5:18)
9. Coyote (5:55)
10. The Ragpicker's Dream (4:20)
11. Daddy's Gone To Knoxville (2:47)
12. Old Pigweed (4:32)